# Vale de Vargo
Vale de Vargo ist ein Ort und eine ehemalige Gemeinde in der portugiesischen Region des Alentejo.

## Geschichte
Spätestens seit dem 16. Jahrhundert war Vale de Vargo eine eigenständige Gemeinde.
Am 28. April 1995 kam es hier zu einem der äußerst seltenen Fälle einer Geburt bei einem  Maultier. Diese Tiere sind eigentlich nicht fortpflanzungsfähig, und das Tier wurde danach Objekt der wissenschaftlichen Forschung.
Mit der Verwaltungsreform 2013 wurde Vale de Vargo mit Vila Nova de São Bento zu einer neuen Gemeinde zusammengeschlossen.

## Verwaltung
Vale de Vargo war Sitz einer gleichnamigen Gemeinde (Freguesia) im Kreis (Concelho) von Serpa im Distrikt Beja. Die Gemeinde hatte eine Fläche von 58 km² und 971 Einwohner (Stand 30. Juni 2011).
Folgende Orte liegen im Gebiet der ehemaligen Gemeinde:
- Herdade de Belmeque
- Horta dos Machados
- Vale de Vargo

Im Zuge der Gebietsreform vom 29. September 2013 wurden die Gemeinden Vale de Vargo und Vila Nova de São Bento zur neuen Gemeinde União das Freguesias de Vila Nova de São Bento e Vale de Vargo zusammengeschlossen. Vila Nova de São Bento wurde Sitz der Gemeinde.